# ماکس فاکتور
سر ماکس فاکتور (انگلیسی: Max Factor, Sr.؛ زاده ۱۵ سپتامبر ۱۸۷۲ درگذشته ۳۰ اوت ۱۹۳۸) یک شیمی‌دان اهل ایالات متحده آمریکا بود.